# Russische Unihockeynationalmannschaft
Die russische Unihockeynationalmannschaft repräsentiert Russland bei Länderspielen und internationalen Turnieren in der Sportart Unihockey (auch bekannt als Floorball). 
Der Russische Floorballverband wurde 1992 gegründet und 1993 in die International Floorball Federation aufgenommen. Bei den beiden 1994 und 1995 abgehaltenen Europameisterschaften erreichte Russland die Plätze 4 und 5. 1995 in der Schweiz unterlag man im kleinen Finale der Schweiz mit 3:5. 1996 nahm Russland an der ersten Unihockey-Weltmeisterschaft in Schweden teil und belegte dabei den 6. Platz, das bis heute (Stand: 2010) beste russische WM-Resultat. Danach gelang es dem Team sich aber immer unter die Top 10 zu platzieren.

## Platzierungen

### Weltmeisterschaften
| WM   | Austragungsort(e)                              | Platz              |
| ---- | ---------------------------------------------- | ------------------ |
| 1996 | Skellefteå, Uppsala, Stockholm                 | 6. Platz           |
| 1998 | Brünn, Prag                                    | 7. Platz           |
| 2000 | Drammen, Oslo, Sarpsborg                       | 8. Platz           |
| 2002 | Helsinki                                       | 9. Platz           |
| 2004 | Zürich, Kloten                                 | 7. Platz           |
| 2006 | Helsingborg, Malmö, Botkyrka, Solna, Stockholm | 9. Platz           |
| 2008 | Ostrava, Prag                                  | 7. Platz           |
| 2010 | Helsinki, Vantaa                               | 7. Platz           |
| 2012 | Zürich, Bern                                   | 11. Platz          |
| 2014 | Göteborg                                       | 13. Platz          |
| 2016 | Riga                                           | nicht qualifiziert |
| 2018 | Prag                                           | nicht qualifiziert |
| 2021 | Helsinki                                       | nicht qualifiziert |
| 2022 | Zürich, Winterthur                             | suspendiert        |

### Europameisterschaften
1994 und 1995 fanden zwei Europameisterschaften im Unihockey statt.
| WM   | Austragungsort(e) | Platz    |
| ---- | ----------------- | -------- |
| 1994 | Helsinki          | 5. Platz |
| 1995 | Schweiz           | 4. Platz |